# Park Narodowy En Gedi
Park Narodowy En Gedi leży na zachodnim brzegu Morza Martwego, przy kibucu En Gedi.
Park zajmuje większą część oazy En Gedi, położonej w depresji Morza Martwego. Tutejszy mikroklimat sprzyja rozwojowi roślinności podzwrotnikowej (palm, drzew balsamowych i różnorakich drzew owocowych), co sprawia, że teren Parku wyróżnia się jako zielony ogród na tle jałowej Pustyni Judzkiej.

## Historia

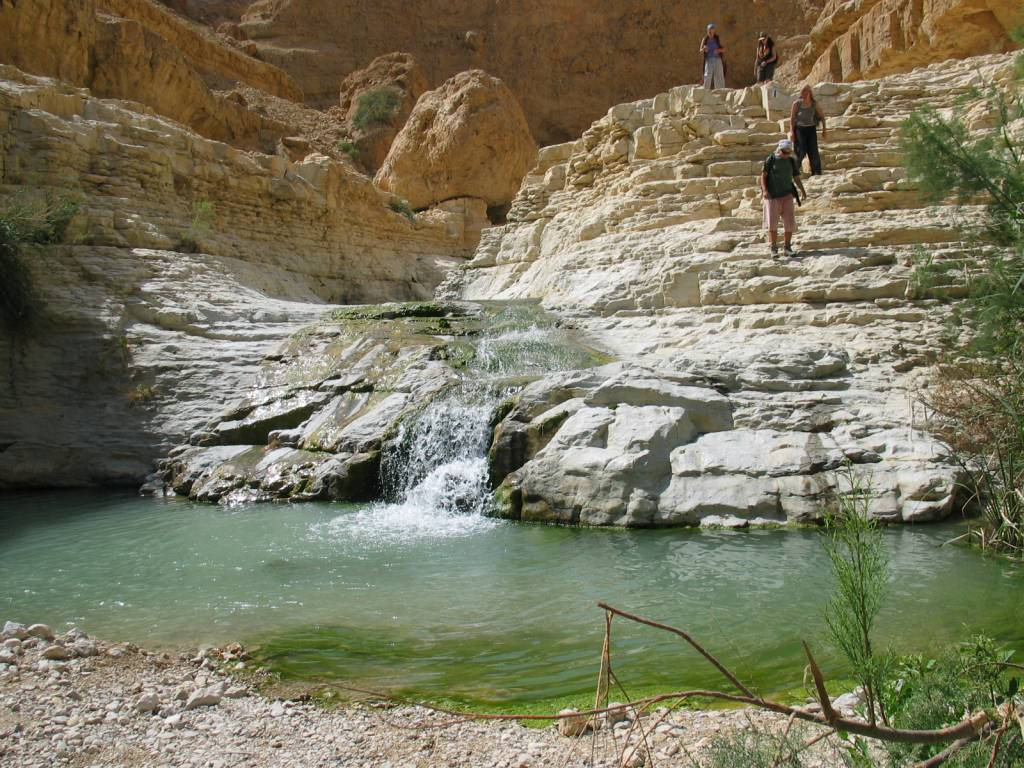
Rezerwat Nahal Arugot

Park Narodowy En Gedi został założony w 1972 w północnej części oazy na powierzchni 25 km².
W maju 2005 na terenie parku wybuchł pożar, który objął 2/3 obszaru oazy.

## Geografia i przyroda
W północnej części parku znajduje się malowniczy, pustynny kanion Nahal David, w którym jest wodospad Dawida ze studnią Dawida. U szczytu wodospadu znajduje się Jaskinia Kochanków, a także wodospad Sulamitki. Obszar kanionu Nahal Dawid jest ścisłym rezerwatem przyrody, w którym można obserwować życie dzikich zwierząt: borsuka skalnego, koziorożca nubijskiego, a nawet lamparta. W wąwozie En Gedi występują góralki syryjskie. Na terenie parku mieszkają także lisy afgańskie (2 osobniki/km²).
Drugim rezerwatem przyrody jest Nahal Arugot, w którym znajdują się liczne strumienie i wodospady, małe jeziorka słodkiej wody, a także jaskinie. Na tym obszarze widoczne są ślady osadnictwa z VII wieku p.n.e., świątynia z ok. 3 000 roku p.n.e. oraz ruiny starożytnej synagogi z III wieku.